# Jerzy Handermander
Jerzy Handermander (ur. 7 lutego 1935 w Bolechowie, zm. 22 września 2013 w Katowicach) – polski malarz i grafik, profesor sztuk plastycznych.

## Życiorys
Ukończył studia na katowickim wydziale grafiki Akademii Sztuk Pięknych w Krakowie z wyróżnieniem. Od 1965 roku pracował w Studium Nauczycielskim w Katowicach oraz w krakowskiej Akademii Sztuk Pięknych w pracowniach Grafiki Warsztatowej, Malarstwa Architektonicznego, od 1974 roku w pracowni Malarstwa i Rysunku.
W latach 90. XX wieku otrzymał tytuł profesora nadzwyczajnego. 20 sierpnia 2002 roku otrzymał tytuł profesora sztuk plastycznych. 30 października 2002 roku otrzymał nominację profesorską od prezydenta Aleksandra Kwaśniewskiego. Był profesorem przew. kwal. II Akademii Sztuk Pięknych w Katowicach, pracował w tamtejszej Katedrze Wzornictwa. Jego pracownia znajdowała się na ostatnim piętrze kamienicy na rogu ulicy Wojewódzkiej w Katowicach.
Miał córkę Małgorzatę (po mężu Handermander-Lewicka), która wraz z mężem Jarosławem Lewickim dokumentuje jego twórczość.
Zmarł 22 września 2013 roku o godzinie 17:50 w szpitalu w Katowicach. Został pochowany na cmentarzu przy ul. Henryka Sienkiewicza w Katowicach.

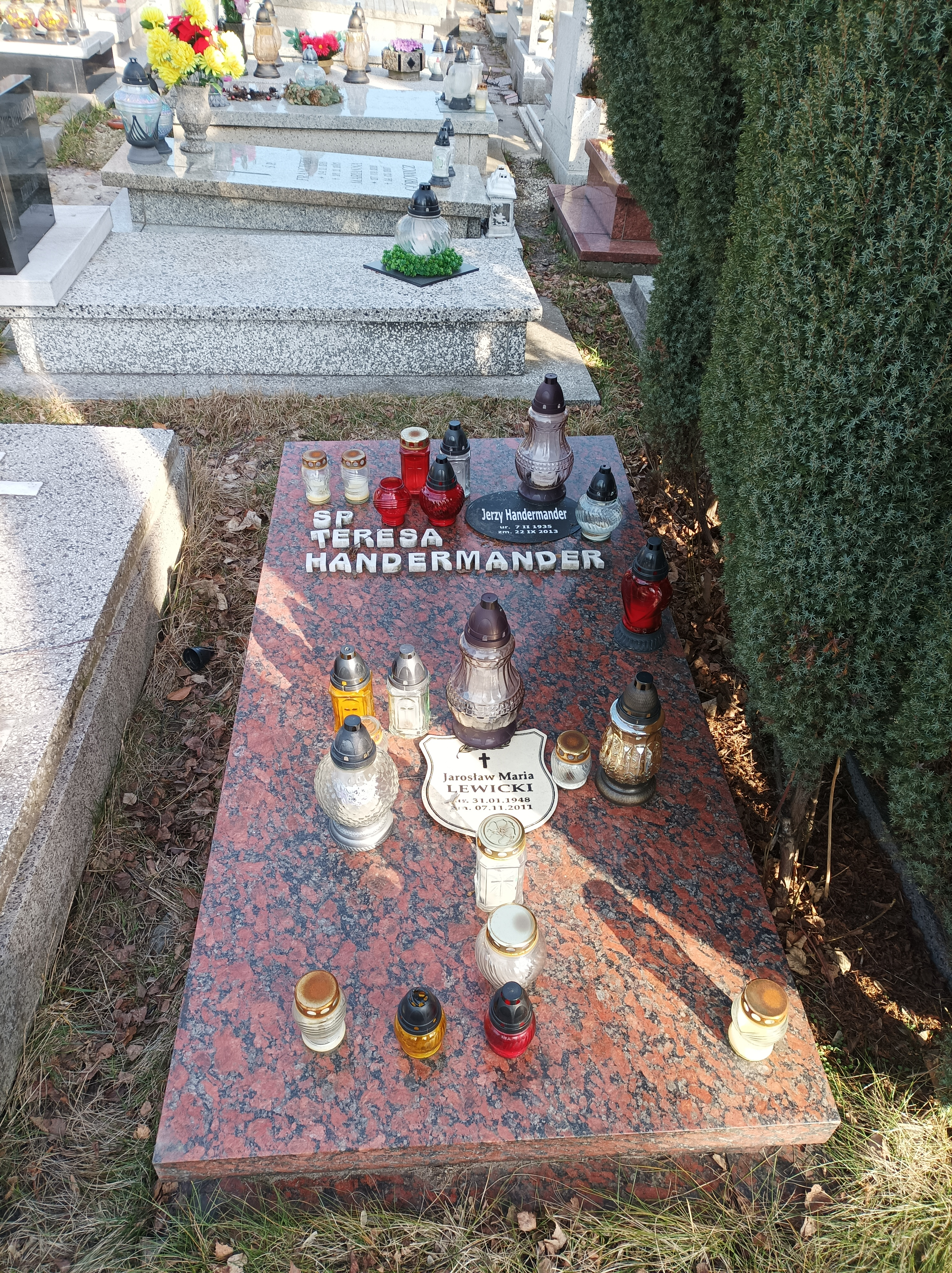
Grób Jerzego Handermandera i Jarosława M. Lewickiego na cmentarzu przy ul. Sienkiewicza w Katowicach

## Nagrody i odznaczenia
- Złoty Medal Salon International Paris-Sud[5][2] (Salonu Paryskiego[4]
- Nagroda Specjalna Ministra Żeglugi[2] (1973)[11]
- IV nagroda w dziale grafiki w konkursie „Człowiek i praca w Polsce Ludowej” za utwór Praca (1969)[12]
- Krzyż Kawalerskim Orderu Odrodzenia Polski[5][2]

## Wybrane dzieła
- mozaika na elewacji budynku przy ul. Katowickiej 69 w Chorzowie (1981, skuta w 2005 roku)[6]
- malowidła w kościele Trójcy Przenajświętszej w Będzinie (wraz z Andrzejem Kowalskim)[2]
- mozaika w salce katechetycznej parafii Świętej Trójcy w Będzinie[2]